# Hans Meisser
Hans Meisser (* 1911; † nach 1969) war ein Schweizer Politiker (LdU).
Vom 5. April 1959 bis zum 1. Juli 1962 war der Zürcher Anwalt Hans Meisser Parteipräsident des LdU.

## Publikationen
- Demokratie und Liberalismus in ihrem Verhältnis zueinander. Sauerländer, Aarau 1941 (Zürcher Beiträge zur Rechtswissenschaft. Neue Folge, Heft 86).